# Хоцичка
Хоцичка (пол. Chociczka, нім. Feldhofen) — село в Польщі, у гміні Вжесня Вжесінського повіту Великопольського воєводства. Населення — 153 особи (2011).
У 1975-1998 роках село належало до Познанського воєводства.

## Демографія
Демографічна структура станом на 31 березня 2011 року:
|          | Загалом | Допрацездатний вік | Працездатний вік | Постпрацездатний вік |
| -------- | ------- | ------------------ | ---------------- | -------------------- |
| Чоловіки | 77      | 18                 | 54               | 5                    |
| Жінки    | 76      | 16                 | 49               | 11                   |
| Разом    | 153     | 34                 | 103              | 16                   |